# Louis Boutan
Louis Marie-Auguste Boutan (* 6. März 1859 in Versailles, Frankreich; † 6. April 1934 in Tighzirt, Französisch-Algerien) war ein französischer Biologe und Pionier der Unterwasserfotografie.

## Beruflicher Werdegang
Boutan absolvierte eine Ausbildung zum Biologen an der naturwissenschaftlichen Universität Paris und spezialisierte sich auf Mollusken. Er war Delegationsmitglied des französischen Informationsministeriums für die Weltausstellung in Melbourne.
1884 führte er Studien an der meeresbiologischen Station in Banyuls-sur-Mer durch und wurde 1886 promoviert mit der Arbeit Recherches sur l'anatomie et le développement de la fissurelle. Comparaison de la fissurelle avec les types voisins („Die Anatomie und die Entwicklung von Fissurella“). Von 1886 bis 1900 leistete er Pionierarbeit in der Unterwasserfotografie. Von 1904 bis 1908 hielt er sich in Indochina auf. 1909 war er Lektor der naturwissenschaftlichen Fakultät in Bordeaux. Von 1914 bis 1918 arbeitete er zusammen mit seinem Bruder Auguste an der Entwicklung eines Tauchgeräts für die französische Marine. Direktor der zoologischen Station in Arcachon war er von 1921 bis 1924. 1924 war Boutan Fischerei-Inspektor in Algier. 1929 trat er den Ruhestand an.

## Fotografischer Werdegang
1886 erlernte Louis Boutan in Banyuls-sur-Mer das Tauchen. Es entstand der Wunsch, die Unterwasserwelt zu dokumentieren.
1892 wurden die ersten Konstruktionspläne zum Bau eines Unterwasser-Gehäuses erstellt.
1893 gelangen erste Aufnahmen in 3,5 bis 11 m Tiefe. Die Belichtungszeiten betrugen je nach Wassertiefe zwischen 10 und 30 Minuten. 1895 scheiterten erste Versuche mit einer Amphibienkamera. 1899 machte Louis Boutan seine letzten Unterwasseraufnahmen unter Einsatz einer Bogenlampe. Dadurch ließen sich Belichtungszeiten auf 5 Sekunden reduzieren.
1900 veröffentlichte Louis Boutan sein Buch La Photographie sous-marine.
Die erste Kamera, die er 1892 in ein Unterwassergehäuse einbaute, war eine 9 × 12 cm-Plattenkamera „Detektiv“ mit Plattenwechselmechanismus. Als Gehäuse diente eine Messingkiste, die vor dem Kameraobjektiv und dem Sucher jeweils eine Glasscheibe aufwies. Über kautschukgedichtete Wellendurchführungen konnten Auslöser und Plattenwechsler bedient werden. Durch einen elastischen Ballon wurde ein Druckausgleich im Innern des Messinggehäuses hergestellt. Nach seinen Entwürfen fertigte sein Bruder Auguste die Konstruktionspläne an, die Herstellung des Gehäuses übernahm die Firma Alvergniat in Paris.
Nachdem die Versuche mit einer Magnesiumblitzanlage nicht sehr zufriedenstellend ausfielen, konstruierte Boutan Bogenlampen für den Unterwassereinsatz. Er verpackte zwei Bogenlampen mit je 20 Ampere in gusseiserne Kugelgehäuse. Die Energieversorgung wurde durch 60 Batterien mit je 25 Ah gesichert. Das Gewicht betrug 1,5 t.

## Ehrungen
Ihm zu Ehren benannt sind die Boutan Rocks, eine Inselgruppe in der Antarktis, die Avenue Boutan in Dumbéa, Neukaledonien, sowie die Fischart Sillago boutani (Boutan's Whiting).

## Werke (Auswahl)
- Mission scientifique permanente d'exploration en Indo-Chine. Décades zoologiques (= Oiseaux). F.H. Schneider, Hanoi 1905.
- Mission scientifique permanente d'exploration en Indo-Chine. Décades zoologiques (= Reptiles). F.H. Schneider, Hanoi 1906.
- Mission scientifique permanente d'exploration en Indo-Chine. Décades zoologiques (= Mammifères). F.H. Schneider, Hanoi 1906.